# El Lissitzky
El Lissitzky (ros. Эль Лисицкий, ur. 10 listopada?/22 listopada 1890 w Poczinoku, zm. 30 grudnia 1941 w Moskwie) – rosyjski malarz, grafik, architekt, typograf i fotografik.

## Życiorys
Urodzony w rodzinie żydowskiej. Studiował architekturę na Wyższej Szkole Technicznej w Darmstadt. Zgłębiał żydowską sztukę i architekturę oraz ornamentykę w starych synagogach. W 1919 został profesorem w Szkole Sztuk Pięknych w Witebsku. Poznał tam artystów reprezentujących różne kierunki malarskie, m.in. Marca Chagalla i Kazimierza Malewicza. Od 1921 do 1925 roku pracował w różnych krajach Europy: Niemczech, Holandii i Szwajcarii, będąc jednocześnie od 1921 roku profesorem na Akademii Sztuk Pięknych w Moskwie. W 1925 roku wrócił jednak z Zachodu do Moskwy i zaangażował się w pracę w postrewolucyjnej szkole – Wchutiemasie. Lissitzky pracował również dla międzynarodowej gazety „ZSRR w architekturze”. Ponadto pomiędzy 1923 a 1925 zaprojektował „Wolkenbügel”, znany w Polsce jako Wygładzacz Chmur – zespół nowoczesnych, oszklonych wieżowców w Moskwie.

## Twórczość

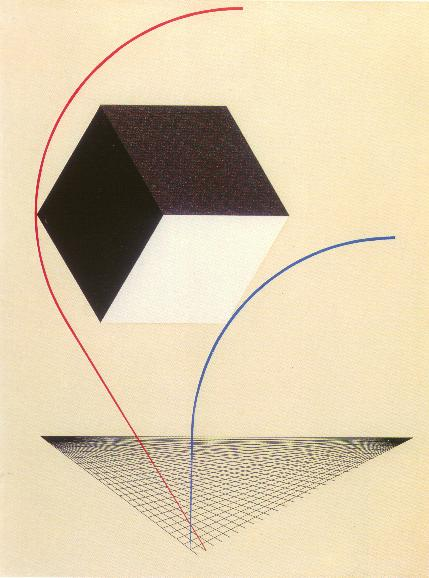
Proun z ok. 1925 r.

W wykonaniu artystycznym poematu M. Brodersona „Siches chulin” (hebr., pogawędka) w r. 1917, zawarł zarówno elementy rosyjskiej sztuki ludowej, jak i synagogalnej. Wydany w 1919 zbiór akwarel „Chad Gadia” (1919) (aram. Jedno koźlątko) był wizualnym przekładem tradycyjnej pieśni śpiewanej pod koniec sederu.
Styl Ela Lissitzky’ego wywarł duży wpływ na projektowanie lat 20. i 30. Lissitzky był współtwórcą konstruktywizmu w sztuce i architekturze, sam pozostając pod silnym wpływem suprematyzmu. Zestawienie prostych form geometrycznych przybierało u Lissitzky’ego łatwego do odczytania znaczenia symbolicznego. Rewolucję październikową przedstawiał jako wydarzenie o przełomowym znaczeniu dla ludzkości. Sztuka Lissitzky’ego wywarła wielki wpływ na późną twórczość grupy De Stijl oraz na Bauhaus.
Nazywane prounami obrazy stanowią kompozycję figur geometrycznych, które tworzą na płaszczyźnie wrażenie przestrzeni. Lissitzky traktował swoją pracę jako syntezę architektury i malarstwa. W grafice i typografii odrzucał klasyczny druk oparty na tradycyjnym składzie, preferując skład fotograficzny.

## Wybrane dzieła

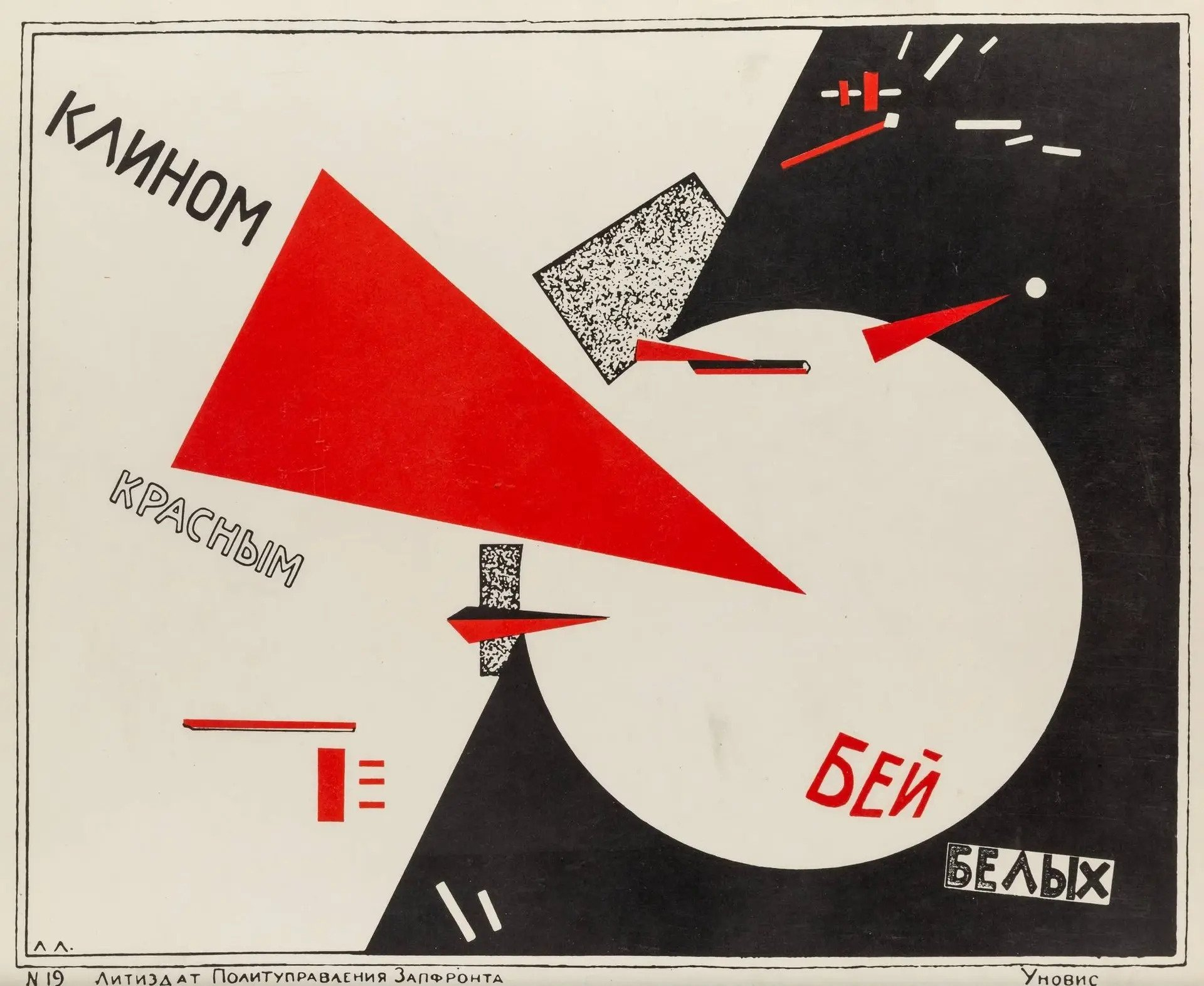
Клином красным бей белых („Czerwonym klinem bij w białych”), plakat propagandowy (1919)

### Grafika
- Okładki amerykańskiego magazynu Broom
- Reklamy produktów piśmienniczych Pelikan
- Czasopismo Wieszcz, Objet, Gegenstand
- Plakat Czerwonym klinem bij w białych (ros. Клином красным бей белых)

### Publikacje
- Die Kunstismen, z Hansem Arpem, Zurych, 1925
- Historia dwóch kwadratów – książka ilustrowana dla dzieci, 1920

### Architektura
- 1924 – trybuna dla Lenina
- 1923–1925 – Wygładzacz chmur